# Facelina annulicornis
Facelina annulicornis är en snäckart som först beskrevs av Adelbert von Chamisso och Karl Wilhelm Eysenhardt 1821.  Facelina annulicornis ingår i släktet Facelina och familjen Facelinidae. Inga underarter finns listade i Catalogue of Life.